# Arnold Henry Guyot
Arnold Henry Guyot, född 28 september 1807 i Boudevilliers, nära Neuchâtel, död 8 februari 1884 i Princeton, New Jersey, var en schweizisk-amerikansk geograf och geolog.
Guyot blev 1839 professor i historia och fysisk geografi vid universitetet i Neuchâtel och anställde med Louis Agassiz och Édouard Desor undersökningar rörande Alperna (Système glacière, 1848). År 1848 besökte han Agassiz vid universitetet i Cambridge, Massachusetts och höll vintern 1848-49 i Boston en serie föreläsningar om förhållandet mellan den fysiska geografin och historien, vilka föreläsningar 1849 utgavs under titeln The Earth and Man (ny upplaga 1875). År 1855 blev han professor i geologi och fysisk geografi vid College of New Jersey. För Smithsonian Institution anlade han meteorologiska stationer (jämte instruktion) och uppsatte meteorologiska och fysiska tabeller samt undersökte Appalachernas geologiska byggnad (avhandlingar 1861 och 1880). 

## Övriga skrifter i urval
- Physical Geography (1872)
- Johnson's Universal Cyclopædia (tillsammans med Frederick Augustus Porter Barnard, 1872)
- Creation, or Biblical Cosmogony in the Light of Modern Science (1884)